# Setra S 300 NC
Le Setra S 300 NC est un autobus standard à plancher bas fabriqué et commercialisé par le constructeur allemand Setra Kässbohrer, filiale du groupe EvoBus, de 1989 à 1996.
Il est le successeur du Setra S 215 SL. En raison de nombreux problèmes techniques persistants, ce modèle a été remplacé par le Setra S 315 NF seulement 4 ans après. Il sera cependant toujours disponible jusqu'en 1996.
NC signifie « Niederflur City », ce qui signifie « Plancher bas Ville ». Le S 300 NC a spécialement été conçu pour faire des services urbains.

## Historique
Ce modèle est le premier bus avec un plancher surbaissé de la marque. La production débutera de 1989 en Allemagne ; il aura comme dénomination S 300 N. Il sera lancé pour contrer les Mercedes-Benz O 405 et MAN NL 202 en termes d'accessibilité. En 1990, le nom a été changé pour S 300 NC.
Ce bus, très innovant techniquement mais mal-né, ne connut pas le succès que Setra escomptait en raison de problèmes mécaniques récurrents (visiblement en raison d'un sous-dimensionnement des ensembles mécaniques, causant des casses fréquentes, et d'une mise au point insuffisante des systèmes électroniques d'accessibilité.). La commercialisation de ce bus fut en conséquence très courte, puisqu'elle fut stoppée en 1996.
En France, les S 300 NC connurent une carrière discrète. Rouen sera la ville qui en sera le plus équipé avec 32 exemplaires. Viendra ensuite Lille et les aéroports de Paris avec une vingtaine d'exemplaires. D'autres villes comme Tours, Caen ou Le Puy-en-Velay en exploitaient également en faible quantité. Quelques véhicules, peu nombreux, circuleraient encore en Allemagne, en Italie, en Pologne et en Russie.

### Résumé du S 300 NC
- 1989 : lancement du S 300 N ;
- 1990 : lancement du S 300 NC ;
- 1993/1994 : baisse de la production ;
- 1996 : arrêt définitif du modèle.

| Générations                  | Production | Dérivés de chez Setra | Modèles similaires                                           |
| ---------------------------- | ---------- | --------------------- | ------------------------------------------------------------ |
| Setra S 300 N (1989)         |            | Aucun                 |                                                              |
| Setra S 300 NC (1990 - 1996) |            | Setra S 315 NF        | MAN NL 202, Mercedes-Benz O 405, Renault R312, Van Hool A500 |

## Caractéristiques

### Dimensions
|                                     | Setra S 300 N / S 300 NC              |
| ----------------------------------- | ------------------------------------- |
| Longueur                            | 11 950 mm                             |
| Largeur (sans rétroviseurs)         | 2 500 mm                              |
| Hauteur (sans climatisation)*       | 3 045 mm                              |
| Empattement                         | 6 000 mm                              |
| Porte-à-faux                        | Avant : 2 500 mm ; Arrière : 3 500 mm |
| Rayon de braquage (entre trottoirs) |                                       |
| Angle d’attaque / Fuite             |                                       |
| Masse à vide**                      |                                       |
| P.T.A.C.                            | 18 000 kg                             |
| Capacité : assis + debout = maxi**  | 80 maxi                               |
| Rangement (en option)               |                                       |
| Portes                              | 2                                     |
| Hauteur du plancher                 |                                       |
| Réservoir à combustible             |                                       |

* = avec clim : ? mm.
** = variable selon l'aménagement intérieur.

### Chaîne cinématique

#### Moteur
| Modèle                    | Construction | Moteur + Nom                       | Norme Euro      | Cylindrée       | Performance                  | Couple               | Vitesse maxi* | Consommation + CO2    |
| S 300 N (Automatique ZF)  | 1989         | 6 cylindres en ligne MAN           | Euro 0          | ... cm3 (... L) | ... kW (... ch) à ... tr/min | ... N m à ... tr/min | ... km/h      | ... l/100 km ... g/km |
| S 300 NC (Automatique ZF) | 1990 - 1996  | 6 cylindres en ligne MAN D2865 LOH | Euro 0 / Euro 1 |                 |                              |                      |               |                       |
| S 300 NC (Automatique ZF) | 1990 - 1996  | 6 cylindres en ligne MAN D2866     | Euro 0 / Euro 1 |                 | 220 kW (185 ch)              |                      |               |                       |

#### Boite de vitesses
Les Setra S 300 N et S 300 NC seront équipés d'une boîte de vitesse automatique de la marque ZF.

## Préservation
Deux exemplaires du reseau TRANSPOLE sont préservés par Association AUTOBUS PASSION